# Derwent Cumberland Pencil Company
Derwent Cumberland Pencil Company är en tillverkare av pennor och andra skrivdon. Verksamheten startade år 1832 och blev 1916 The Cumberland Pencil Company i grevskapet Cumberland, nu en del av Cumbria, i nordvästra England. Derwent tillhör numera Acco Brands.
Derwent är döpt efter 'Derwent Water', en sjö i utkanten av staden Keswick där den första fabriken byggdes.

## Olika pennor
Derwents färgpennor säljs i paket om 12, 24, 36 och 72 färger. De finns också tillgängliga i olika lådor av trä och paket om 6, vilka är menade att vara provförpackningar.
Deras äldsta färgpennsort, Artists, utvidgades från att vara 24 färger till 72 år 1939 och från 72 till 120 färger år 1996. Studio- och vattenfärgpennor finns fortfarande tillgängliga i de ursprungliga 72 färgerna. Pastellpennor introducerades år 1994 och finns i 90 olika färger. Derwent tillverkar numera också vanliga pastellkritor.
Derwents senaste nyhet är signaturserien av ljushållbara pennor, tillgängliga i 60 färger. Signature Watercolour-pennor finns i 40 färger. Derwent tillverkar också grafitpennor såsom Graphitone och Traphitint och kolpennor som Tinted Charcoal, och produkter för speciella syften som Aquatone  - 24 pennor av vattenlöslig färg. Företaget har också skapat en pensel, som förvarar vatten i ett laggkärl i pennan som förser fiberborsten via en ventil, vilket ger en jämn ström av vatten när penseln rör pappret. 
Derwent har varit framgångsrika i att tillverka kvalitetspennor.

## Pennmuseet
På Cumberland Pencil Museum i Keswick, Cumbria ligger fokus på Derwent, och historiken om penntillverkning.